# Masquefa
Masquefa – gmina w Hiszpanii, w prowincji Barcelona, w Katalonii, o powierzchni 17,12 km². W 2011 roku gmina liczyła 8373 mieszkańców. Leży na skraju depresji Penedès, na drodze między Piera a Martorell.